# Омото Ріка
Омото Ріка (8 травня 1997) — японська плавчиня.
Учасниця Олімпійських Ігор 2020 року.
Призерка літньої Універсіади 2017 року.